# Barbed Wire (pel·lícula de 1927)
Barbed Wire és una pel·lícula muda romàntica estatunidenca del 1927 ambientada a la Primera Guerra Mundial, dirigida per Rowland V. Lee (i Mauritz Stiller, no acreditat). És protagonitzada per Pola Negri com una grangera francesa i Clive Brook com un presoner de guerra alemany del qual s'enamora. La pel·lícula es va basar en la novel·la de 1923 The Woman of Knockaloe de Hall Caine. A diferència de la novel·la original, que està ambientada al camp d'internament de Knockaloe a l'Illa de Man, la pel·lícula té lloc a Normandia, França. Es van fer algunes alteracions argumentals en l'adaptació, incloent-hi el més important, la inserció d'un final feliç.

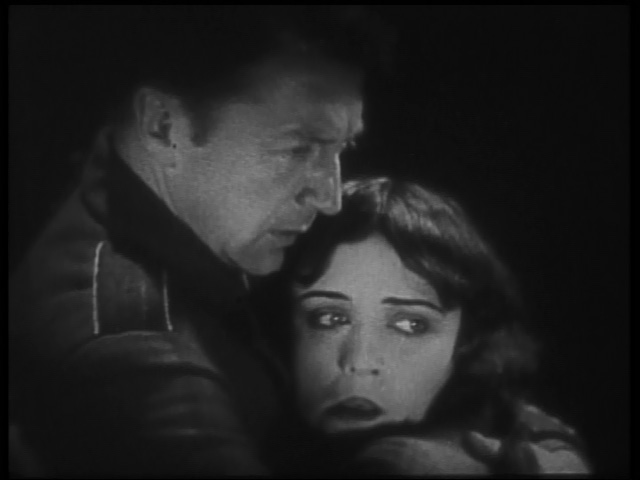
Pola Negri i Clive Brook

## Sinopsi
El 1914, la vida pacífica de la granja Moreau va ser interrompuda per la guerra. El seu fill André s'incorpora a l'exèrcit, mentre a la granja es crea un camp de presoners i la seva filla Mona no sent més que odi cap a Alemanya. En arribar al camp, els presoners alemanys tenen una mirada d'aprovació amb la Mona, però les notícies de guerra que empitjoren la mantenen distant i hostil. Oscar Muller, un presoner que treballa a la granja, demostra amb les seves accions que és un bon home. A mesura que el vincle de la Mona i l'Oscar es fa més fort, també ho fa la desaprovació del veïnat; fins i tot amb el final de la guerra, les conseqüències tràgiques semblen inevitables.

## Repartiment
- Pola Negri - Mona Moreau
- Clive Brook - Oskar Muller
- Claude Gillingwater - Jean Moreau
- Einar Hanson - André Joseph Moreau
- Clyde Cook - Hans
- Gustav von Seyffertitz - Pierre Corlet
- Charles Willis Lane - Coronel Duval
- Ben Hendricks Jr. - Sergent Caron

## Recepció
Malgrat el missatge pacifista central tant de la pel·lícula com de la novel·la, el públic britànic va reaccionar a la pel·lícula amb un auge de sentiment antialemany. Enfadat per això, Hall Caine va escriure a The Sunday Times oposant-se a la tergiversació 'monstruosa' i 'maliciosa' per part de 'determinades seccions de la premsa', que van descriure el complot com a 'proalemany'.